# Fermín de Lasala y Collado

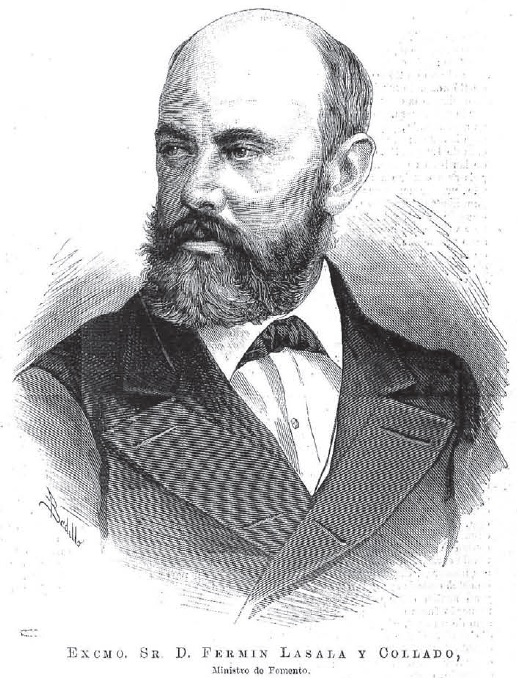
Fermín de Lasala y Collado

Fermín de Lasala y Collado (* 17. Juli 1830 in San Sebastián; † 1917 in Madrid) war ein spanischer Unternehmer, Politiker und Diplomat.

## Leben
Sein Vater war Fermín de Lasala y Urbieta. Lasala studierte Rechtswissenschaft und wurde Rechtsanwalt. Er war Aktionär der Ferrocarril Madrid-Irún.
Er begann 1854 seine politische Karriere bei der Partido Progresista als Abgeordneter der Cortes. 1856 wurde er Mitglied der Unión Liberal. Er weigerte sich, die Prinzipien der Revolution des Septembers 1868 anzuerkennen und stimmte nicht für Amadeo I., erkannte ihn aber später, als die Republik proklamiert wurde, als König an.  Er war Mitglied in den verfassungsgebenden Versammlungen von Burgos und San Sebastian. 1879 unter der Präsidentschaft von Antonio Cánovas del Castillo wurde er Bildungsminister. Nach dem Dissens zwischen Antonio Maura Montaner und Eduardo Dato, wurde er zum Vorsitzenden des Staatsrates ernannt.
In den 1860er Jahren kaufte er das Land von „Cristina Enea“, in Donostia, um in einem Park einen Palast zu bauen. Lasala war 1890 und 1895 spanischer Botschafter in Paris. Er wurde Senator auf Lebenszeit.
1884 heiratete er Cristina Bruneti de los Cobos y Villanueva und wurde stellvertretender Präsident des Senats.
Lasala wurde auf dem Cementerio de Polloe in Donostia beigesetzt. Er hinterließ keine Nachkommen, sondern eine Bibliothek mit 18.000 Bänden und den Cristina-Enea-Park.